# Regeringsformatie België 1972-1973
Na de val van de regering-G. Eyskens V op 22 november 1972 ging de formatie van een nieuwe federale regering van start. De formatie duurde 65 dagen en leidde tot de vorming van de regering-Leburton.

## Verloop van de formatie

### Aanloop naar de formatie
Op 22 november 1972 bood eerste minister Gaston Eyskens (CVP) bij koning Boudewijn het ontslag aan van de rooms-rode regering-G. Eyskens V (CVP, PSC en BSP-PSB). Deze regering werd gekenmerkt door spanningen tussen de christendemocraten en de socialisten en viel nadat er geen oplossing werd gevonden voor het statuut van de zes Voergemeenten en er geen overeenstemming werd gevonden over een voorontwerp van de gewestvorming.
Op 23 november aanvaardde de koning het ontslag van de regering, waarna ze belast werd met de afhandeling van de lopende zaken. Dezelfde dag begon Boudewijn aan een consultatieronde om een volledig inzicht in de politieke situatie te krijgen. Hij ontving achtereenvolgens BSP-voorzitter Jos Van Eynde, PSB-voorzitter Edmond Leburton, nationaal PVV-PLP-voorzitter Pierre Descamps, Senaatsvoorzitter Paul Struye, PSC-voorzitter Charles-Ferdinand Nothomb, CVP-voorzitter Wilfried Martens, Kamervoorzitter Achiel Van Acker en Robert Houben, nationaal voorzitter van CVP-PSC Op 24 november was het de beurt aan PVV-voorzitter Willy De Clercq, PLP-voorzitter Emile-Edgard Jeunehomme, Louis Van Geyt, ondervoorzitter van de communistische KPB, Léon Defosset, algemeen voorzitter van FDF-RW, Volksunie-voorzitter Frans Van der Elst, FDF-voorzitter André Lagasse, RW-voorzitter François Perin en ministers Paul Vanden Boeynants (PSC), Henri Simonet (PSB) en Pierre Harmel (PSC).

### Informateur Jos De Saeger (25 november - 12 december 1972)
Na afloop van zijn consultatieronde benoemde koning Boudewijn op 25 november 1972 uittredend minister van Openbare Werken Jos De Saeger (CVP) tot informateur. Hij diende verslag uit te brengen en eventueel te onderhandelen over de voorwaarden waaronder een nieuwe regering kon worden samengesteld en een duurzame oplossing te zoeken voor de communautaire problemen. De Saeger voerde gesprekken met de parlementsvoorzitters, partijvoorzitters, verschillende ministers en vertegenwoordigers van vakbonden en werkgeversorganisaties. Op 27 november bracht hij tussentijds verslag uit bij de koning en in een daaropvolgende persconferentie gaf hij aan dat het zijn bedoeling was om de rooms-rode coalitie te verruimen, zodat er een volledige gewestvorming kon worden uitgewerkt. . De volgende dag lieten de liberale partijen PVV en PLP weten dat ze bereid waren om toe te treden tot de regering, op voorwaarde dat de informateur concrete voorstellen aan hen deed. Ook de communautaire partijen FDF, RW en Volksunie verklaarden zich bereid om te onderhandelen over regeringsdeelname. Op 29 november ontving informateur De Saeger de voorzitters van de uittredende regeringspartijen om aan hen verslag uit te brengen over de gesprekken die hij met de oppositiepartijen had gevoerd. Een dag later werkte De Saeger een voorstel uit over de indeling van België in een Vlaams, Waals en Brussels Gewest.
Op 1 december legde De Saeger zijn voorstel over de gewestvorming voor aan de voorzitters van de uittredende regeringspartijen. Deze partijen kregen tot 4 december de tijd om zich uit te spreken over het voorstel, waarin onder meer vermeld stond dat de grenzen van het Brussels Gewest ongewijzigd zouden blijven en dat ieder gewest een gewestraad kreeg die werd samengesteld uit provincieraadsleden. Als de regeringspartijen zouden instemmen met het voorstel van De Saeger, zou het overgemaakt worden aan de oppositiepartijen. De regeringspartijen hadden heel wat bezwaren tegen het voorstel van De Saeger, maar waren bereid om er verder over te praten. Op 5 december maakte De Saeger zijn plan over aan de oppositiepartijen, die tot 8 december de tijd kregen om hun oordeel te vellen. De communistische KPB en het Brussels-francofone FDF waren tegen het voorstel van De Saeger, de liberalen maakten hun standpunten niet bekend, omdat de Brusselse afdeling sterk gekant was tegen een ongewijzigde begrenzing van Brussel, en wilden eerst duidelijkheid over de andere communautaire voorstellen en het sociaal-economisch programma van de informateur. De communautaire partijen FDF-RW en Volksunie verwierpen eveneens het voorstel van De Saeger, maar waren wel bereid om voort te onderhandelen over de gewestvorming.
Op 8 december kwamen de christendemocratische en socialistische partijvoorzitters samen om de regeringsvorming te bespreken. Ze concludeerden dat er zo snel mogelijk gestart moest worden met de vorming van een drieledige regering met de liberalen en dat er in eerste instantie onderhandeld moest worden over een klassiek regeringsprogramma, terwijl de communautaire vraagstukken later behandeld zouden worden. Niettemin werkte De Saeger verder aan zijn communautaire voorstellen. Op 9 december ontving hij de voorzitters van de regeringspartijen opnieuw en stelde hij hen oplossingen voor in verband met de problematiek rond de taalgrens en het statuut van de Voergemeenten. In het voorstel was sprake van een afschaffing van de taalfaciliteiten in de gemeenten langsheen de taalgrens, behalve in de Voergemeenten en de streek van Komen-Waasten. Dezelfde dag gaven de Vlaamse en Waalse liberalen aan dat ze bereid waren om te discussiëren over de voorstellen van De Saeger, terwijl de Brusselse Franstalige liberalen zijn voorstellen afschoten, omdat ze niet wilden weten van een ongewijzigde begrenzing van Brussel en een afschaffing van de taalfaciliteiten in de gemeenten langs de taalgrens in ruil voor een statuut voor de Voergemeenten.
Op 12 december overhandigde informateur De Saeger zijn eindrapport aan de koning, waarna hij op eigen vraag van zijn opdracht werd ontheven. 

### Formateur Edmond Leburton (14 december 1972 - 26 januari 1973)
Op 13 december ontbood Boudewijn PSB-voorzitter Edmond Leburton op het paleis en bood hij hem de opdracht aan om een regering te vormen. Leburton vroeg echter bedenktijd en wenste eerst raadplegingen te houden alvorens een beslissing te nemen. Binnen de CVP was er namelijk weerstand tegen een mogelijk premierschap voor Leburton, omdat hij niet tweetalig was.
Op 14 december stemde Leburton in met zijn opdracht van formateur. Eerst zou er onderhandeld worden over een regeerprogramma, daarna zou bekeken worden wie premier zou worden. Het was Leburtons bedoeling om eerst een algemeen sociaal-economisch programma op te stellen en op basis daarvan een tweederdemeerderheid te zoeken die een communautaire hervorming kon doorvoeren.
Op 20 december ontving formateur vertegenwoordigers van CVP, PSC en de PVV-PLP om hen een mondelinge toelichting te geven over het basisprogramma dat hij in samenwerking met zijn partij had opgesteld, waarin zowel de sociaal-economische als de communautaire problemen aan bod kwamen. Een dag later ontvingen deze partij de schriftelijke voorstellen van Leburton: de gewestvorming zou verder worden behandeld door het parlement, er werd geen speciaal statuut voorzien voor de Voergemeenten en de economische raden van de gewesten moesten zich uitspreken over de grenzen van het Brussels Gewest. Op sociaal-economisch vlak bevatte het basisprogramma voorstellen omtrent het anti-inflatiebeleid en de tewerkstelling.
Vanaf 22 december kwamen de socialistische, christendemocratische en liberale partijen samen om het basisprogramma van de formateur verder uit te werken. De delegaties van de partijen zagen er als volgt uit:
- voor PVV-PLP: nationaal voorzitter Pierre Descamps, PVV-voorzitter Willy De Clercq, PLP-voorzitter Emile-Edgard Jeunehomme, oud-voorzitter Omer Vanaudenhove, ondervoorzitter Norbert Hougardy en oud-staatssecretaris Michel Toussaint
- voor BSP-PSB: BSP-voorzitter Jos Van Eynde, oud-minister Abel Dubois, Kamerlid Guy Cudell, minister Edward Anseele jr. en partijsecretaris Jan Luyten
- voor CVP: voorzitter Wilfried Martens, minister Renaat Van Elslande en partijsecretaris Frank Swaelen
- voor PSC: voorzitter Charles-Ferdinand Nothomb, staatssecretaris Alfred Califice en politiek adviseur Dieudonné André

Van 22 tot en met 28 december onderhandelden de partijen over de communautaire voorstellen van Leburton. Nadat de onderhandelaars daarover een ontwerpakkoord hadden bereikt, begonnen op 29 december de onderhandelingen over de andere onderdelen van het basisprogramma van de formateur: het economisch beleid, onderwijs en cultuur, het gezondheidsbeleid, het sociaal beleid en het buitenlands beleid. Op 2 en 3 januari 1973 kwamen er ook twee werkgroepen samen die enerzijds de heikele punten van de financiering van de gewesten en de samenstelling van de gewestraden behandelden en zich anderzijds bogen over de financiële en budgettaire vooruitzichten. Op 9 januari werden de besprekingen over de overige thema's voorlopig opgeschort, nadat er over het onderwijs geen ontwerpakkoord werd bereikt. Vanaf die dag begon de tweede ronde van de onderhandelingen over de gewestvorming, waarbij eerst de kwestie-Brussel werd aangesneden. De onderhandelingen daarover verliepen moeizaam, waarna op 12 januari verder werd gepraat over de economische problemen. Op zaterdag 13 januari kwamen ook werkgroepen samen die zich bogen over de dossiers van het onderwijs en de gewestvorming.
Op 14 januari 1973 bereikten de onderhandelaars een akkoord over het onderwijs, de samenstelling van de gewestraden, de financiering van de gewesten en de grenzen van Brussel, die ongewijzigd bleven. Op 15 en 16 januari dienden de partijbesturen van de christendemocratische, socialistische en liberale partijen een oordeel te vellen over dit akkoord. De christendemocratische en socialistische partijen maakten voorbehoud tegen het compromis over het onderwijs, terwijl de Brusselse Franstalige liberalen het niet eens waren met de ongewijzigde grenzen van het Brussels Gewest en daarom tegen regeringsdeelname waren. De Vlaamse en Waalse liberalen gaven geen gehoor aan de kritiek van de Brusselse vleugel, die daarop besliste om zich af te scheuren van de PVV-PLP en een eigen partij op te richten, de Parti Libéral Démocratique et Pluraliste (PLDP). Dezelfde dag nog kwamen de onderhandelaars opnieuw samen om de laatste knelpunten rond het onderwijs weg te werken en de herziening van het Schoolpact te bespreken, waarover nog geen beslissing was genomen. Op 17 januari werd hierover een definitief akkoord bereikt, waarna de ontwerpprogramma's over het economisch beleid, defensie, wetenschapsbeleid en sociaal beleid werden doorgenomen. Dezelfde dag nog werd een definitief regeerakkoord bereikt.
Op 21 januari spraken de partijcongressen van CVP, PSC, BSP-PSB, PVV en PLP zich uit over regeringsdeelname. Alle partijen stemden daarmee in, zij het met weinig enthousiasme. Bij CVP en PLP stemde slechts 60 procent voor regeringsdeelname. Bij BSP-PSB, de partij van Leburton, stemde zelfs 43 procent tegen regeringsdeelname. Vanaf 22 januari begonnen de onderhandelingen over de verdeling van de bevoegdheden binnen de regering, die geleid zou worden door Leburton. Op 25 januari overhandigde formateur Leburton aan de koning de lijst van de 22 ministers en 14 staatssecretarissen die de regering-Leburton zou tellen. De volgende dag legden de ministers en staatssecretarissen de eed af. Op 30 januari werd in het parlement de regeerverklaring voorgelezen, waarna de Kamer op 1 februari en de Senaat op 7 februari 1973 hun vertrouwen gaven aan de regering.

## Mislukte formatie na de val van de regering-Leburton
De regering-Leburton bleef bijna een jaar in functie, tot de socialistische ministers zich op de avond van 18 januari 1974 uit de regering terugtrokken wegens de Ibramco-affaire. De volgende dag bood premier Leburton bij de koning het ontslag van de regering aan, dat werd aanvaard. Vanaf 21 januari startte koning Boudewijn raadplegingen om een oplossing voor de regeringscrisis te vinden. Die dag ontving hij Senaatsvoorzitter Pierre Harmel, BSP-voorzitter Jos Van Eynde, Pierre Descamps, algemeen voorzitter van PVV-PLP, CVP-voorzitter Wilfried Martens en PSB-voorzitter André Cools. Op 22 januari hield hij consultaties met PSC-voorzitter Charles-Ferdinand Nothomb, Kamervoorzitter Achiel Van Acker, PVV-voorzitter Frans Grootjans, RW-voorzitter François Perin. Op 23 januari volgden audiënties met partijvoorzitters André Damseaux (PLP), Frans Van der Elst (Volksunie), Louis Van Geyt (KPB) en Roland Gillet (PLDP), ministers Paul Vanden Boeynants (PSC), Willy Claes (BSP) en Jos De Saeger (CVP) en vicepremiers Willy De Clercq (PVV) en Leo Tindemans (CVP). De volgende dag ontving de koning Léon Defosset, algemeen voorzitter van FDF-RW, minister van Staat Omer Vanaudenhove (PVV) en uittredend premier Edmond Leburton (PSB).
Een herstart van de regering-Leburton, eventueel met een gewijzigde ploeg en een aangepast programma, werd afgewezen door de socialisten, die nieuwe verkiezingen wilden. CVP en de liberalen dachten vervolgens aan de vorming van een minderheidsregering die voor enkele maanden zou regeren om de inflatie te bestrijden, maar de PSC voelde daar weinig voor. Indien het tot nieuwe verkiezingen zou komen, wat de meest waarschijnlijke optie was, wilde de CVP het parlement niet te laten ontbinden zonder voorafgaande verklaring over de grondwetsherziening, zodat het volgende parlement de grondwet kon wijzigen en de gewestvorming kon doorvoeren. De overige regeringspartijen waren daar echter geen voorstander van.
Op 25 januari legde premier Leburton aan de ministerraad een besluit tot ontbinding van het parlement voor. De CVP en de liberalen weigerden daarmee in te stemmen en wilden dat er een informateur zou worden aangesteld die moest kijken of het parlement ontbonden moest worden dan wel of er andere oplossingen waren.

### Formateur Leo Tindemans (26 januari - 29 januari 1974)

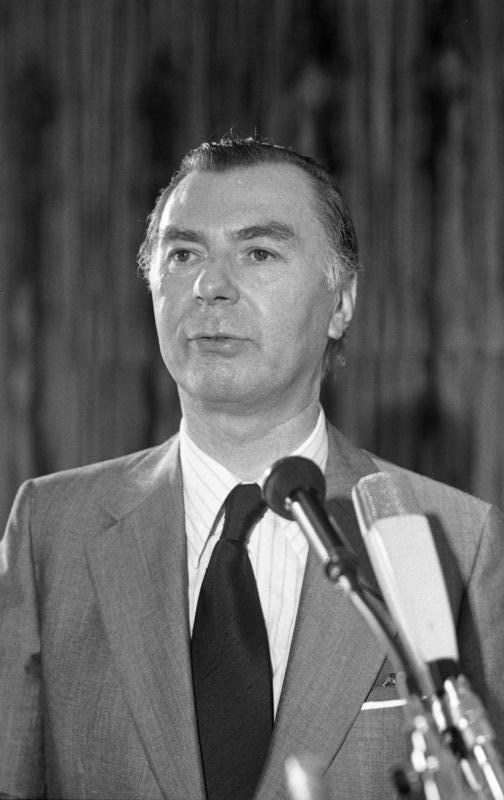
Leo Tindemans.

Op 26 januari 1974 belastte koning Boudewijn uittredend vicepremier Leo Tindemans (CVP) met de opdracht van formateur, met de opdracht om een regering te vormen. Het was de bedoeling van Tindemans om een minderheidsregering te vormen die een grondwetsherziening moest voorbereiden en ingrijpende sociaal-economische maatregelen moest nemen. De volgende dagen voerde hij een consultatieronde om zich te informeren over de mogelijkheden die hij had om een regering te vormen. PSC, de Waalse zusterpartij van CVP, besliste op 29 januari echter om niet toe treden tot een overgangsregering, waarop Tindemans zijn ontslag indiende als formateur. Er kwam ook geen grondwetsherziening, omdat een ontslagnemende regering die niet kon doorvoeren. Dezelfde dag liet ontslagnemend premier Leburton het parlement ontbinden, waarna op 10 maart 1974 nieuwe verkiezingen plaatsvonden.
1919 · 1920 · 1921 · 1923 · 1924 · 1925 · 1926 · 1927 · 1929 · 1931 · mei 1932 · okt. 1932 · dec. 1932 · jun. 1934 · nov. 1934 · 1935 · 1936 · 1937 · 1938 ·  feb. 1939 · apr. 1939 · 1940 · 1944 · 1945 · feb-mrt 1946 · jul-aug 1946 · 1947 · 1948 · 1949 · jun 1950 · aug 1950 · 1952 · 1954 · jun. 1958 · nov. 1958 · 1961 · 1965 · 1966 · 1968 · 1971/72  · 1972/73 · 1974 · 1977 · 1978 · 1978/79 · apr.-mei 1980 · okt. 1980 · apr. 1981 · nov.-dec. 1981 · 1985 · oktober 1987 · 1987/88 · 1991/92 · 1995 · 1999 · 2003 · 2007 · 2008 · 2010/11 · 2014 · 2019/20 · 2024/25